# 島本町立第二小学校
島本町立第二小学校（しまもとちょうりつ だいにしょうがっこう）は、大阪府三島郡島本町にある公立小学校。
島本町で2番目の町立小学校として、1964年に島本町立小学校（同日島本町立第一小学校と改称）より分離開校した。

## 沿革
- 1964年4月1日 - 島本町立第二小学校として開校。島本町立第一小学校内に仮校舎を設置。
- 1964年7月10日 - 現在地に校舎竣工し、移転。この日を創立記念日とする。
- 1990年4月1日 - 校区再編。
- 2018年4月1日 - 学童保育棟完成。

## 通学区域
- 島本町 大字大沢、大字尺代、大字山崎、山崎3丁目（一部）、山崎4丁目・5丁目、大字東大寺、東大寺2丁目-4丁目、若山台1丁目（一部）、若山台2丁目（一部）。

卒業生は基本的に島本町立第二中学校に進学する。なお山崎、若山台地域の一部では別の公立学校と当校の選択制となっている。

## 交通
- 東海道本線（JR京都線）島本駅 北へ約1.5km。
- 東海道本線（JR京都線） 山崎駅 西へ約2km。
- 阪急京都線 水無瀬駅 北西へ約1.9km。

## 出身者
- 山田紘平（島本町長）[1]